# Sevket Temiz
Sevket Temiz (Isakusagi (Turkije), 1 september 1970) is een Belgisch politicus. Eerst was hij actief voor de liberale PRL en haar navolger MR en nadien voor de PS.

## Levensloop
Temiz werd geboren in Turkije, maar vestigde zich met zijn familie in België. Hij behaalde een kandidatuur in de administratieve wetenschappen aan het Institut Cooremans en werd beroepshalve in 2000 administratief bediende bij Brussels Airport. Daarnaast werd hij zaakvoerder van een bedrijf in Turkse voeding en bestuurslid en secretaris-generaal van Eyad, een sociaal-culturele vzw die zich richt op het bevorderen van gelijke kansen en sociale cohesie en de emancipatie van minderheden. Sinds 2019 is hij tevens voorzitter van Mabru, de vzw die de activiteiten van de Vroegmarkt van Brussel beheert en ontwikkelt. 
In 2000 sloot Temiz zich aan bij de liberale PRL, sinds 2002 MR genaamd. Hij werd voor deze partij in oktober 2000 verkozen tot gemeenteraadslid van Schaarbeek, een mandaat dat hij bekleedde tot in december 2005, en was in mei 2003 als opvolger kandidaat op de Kamerlijst van de MR in de kieskring Brussel-Halle-Vilvoorde. In de jaren daarna vervreemdde hij van de partij, waarvan hij vond dat ze te veel naar rechts opschoof, en in 2005 verliet hij de MR. 
Een jaar later, in oktober 2006, werd Temiz voor de socialistische PS voor het eerst verkozen tot gemeenteraadslid in Brussel, een functie die hij nog steeds uitoefent. Ook was hij van 2012 tot 2014 voorzitter van het Brusselse intercommunale waterdistributiebedrijf Vivaqua.
Hij kwam eveneens herhaaldelijk in opspraak voor het ontkennen van de Armeense genocide begaan door het Ottomaanse Rijk en weigerde in 2015 te stemmen over een resolutie ter erkenning van deze genocide in het Brussels Parlement.
Sinds de Brusselse gewestverkiezingen van mei 2014 zetelt Temiz eveneens in het Brussels Hoofdstedelijk Parlement. Hij werd er van 2014 tot 2019 lid van de commissie Infrastructuur en zetelt sinds 2019 in de commissie Economische Zaken en Tewerkstelling.